# 大都魚類
大都魚類株式会社（だいとぎょるい）は、日本の東京都江東区に本社を構え、水産物卸売業を手掛ける企業である。マルハニチロの100%子会社で、同グループ荷受ユニットの中核企業。

## 概要
本社は東京都江東区豊洲六丁目（豊洲市場）。本社のほか千住（足立区千住橋戸町・足立市場）、大田（大田区東海・大田市場）、成田（成田市天神峰・成田市場）の各支社がある。
水産物の卸売・輸出入、加工食品の卸売、不動産業を主な事業としている。
業界他社に先駆けて豊洲・大田・千住の各拠点でISO 22000を取得。HACCPの食品衛生管理手法を基に食品安全のリスクを軽減し、食の安全・安心に取り組んでいる。また、資源と生態系保護に取り組むマリン・エコラベル・ジャパンの認証を取得、持続可能な漁業流通への取り組みを推進している。

## 沿革
- 1947年（昭和22年）10月 - 水産物売買および販売の受託を目的とし、東京都公認の複数制卸売機関の一会社として築地本場で設立。
- 1948年（昭和23年）4月 - 足立分場（現在の足立市場）に千住支所（現在の千住支社）を設立。
- 1950年（昭和25年）5月 - 中央卸売市場法（当時）に基づき、東京都指定水産物卸売人として許可を受ける。
- 1962年（昭和37年）12月 - 東京証券取引所市場第二部に株式を公開上場。
- 1971年（昭和46年）7月 - 卸売市場法の施行に伴い、農林大臣許可の水産物卸売業者となる。
- 1972年（昭和47年）2月 - 船橋市に関連卸売会社船橋水産株式会社を設立。
- 1996年（平成8年）8月 - 大田支社開設。これにより東京都中央卸売市場のうち水産物を取り扱う全3場で卸売業務を担う。
- 2004年（平成16年）3月 - 千葉県成田市の成田魚市場株式会社を合併し、成田支社を開設。
- 2018年（平成30年）10月 - 築地市場の豊洲移転に伴い本社移転。大田支社がISO 22000を取得。同認証の取得は水産物の市場卸売会社として全国で初めて[5]。
- 2020年（令和2年）
  - 1月14日 - 大田支社に続き、豊洲本社と千住支社でもISO22000認定を取得[6][7]。
  - 5月22日 - マルハニチロによる株式公開買付けが成立[8]。
  - 6月18日 - 東京証券取引所市場第二部上場廃止。
  - 6月22日 - 株式売渡請求により、マルハニチロの完全子会社となる[9]。
- 2022年（令和4年）1月 - 成田支社が所在する成田市場が同市天神峰に移転・新開場。

## 子会社・グループ会社
- 丸都冷蔵株式会社 - 青森県八戸市。出資比率100%（連結子会社）。水産物の冷蔵加工および販売[10]。
- 株式会社築地フレッシュ丸都 - 東京都中央区。出資比率100%（連結子会社）。水産物加工・販売[11]。
- 大都サービス株式会社 - 非連結子会社。水産物の荷役作業その他[10]。
- 船橋魚市株式会社 - 千葉県船橋市。出資比率50%（持分法適用会社[10]）。船橋市地方卸売市場における水産物卸売（荷受）。同業の中央魚類との折半出資設立[12]。